# JJ (музичка група)
Џеј Џеј су шведски балеарик, лоу-фај двојац који чине Јоаким Бенон и Елин Кастлендер. Бенд је деби сингл jj n° 1 објавио ране 2009. А пар месеци касније је објавио и деби албум, jj n° 2, са 8 песама. Крајем 2009. Бенд прелази из независне издавачке куће у америчку издавачку кућу Сикритли Канејдиен, а недуго затим, почетком 2010. Џеј Џеј објављују и свој други албум, симболичног назива: jj n° 3. Са британским бендом The XX, Џеј Џеј су били на светској турнеји од марта 2010 до октобра 2010.

## Дискографија

### Студијски албуми
- jj n° 2 (2009)
- jj n° 3 (2010)

### Синглови
- jj n° 1 (2009)
- a jj 12" (2009)

### Бутлегови
- Pure Shores (2009)
- Trouble (2009)
- Baby (2009)
- 5 Minuter Mid jj (Микс песама дужине 5 минута, објављен на националној радио-станици) (2009)
- CEO's Birthday (2010)